# 加代尔
加代尔（法語：Gardères，法語發音：[ɡaʁdɛʁ]）是法国上比利牛斯省的一个市镇，属于塔布区。

## 地理
加代尔（43°16'41"N, 0°6'34"W）面积15.23 平方千米，位于法国奧克西塔尼大區上比利牛斯省，该省份为法国西南部内陆省份，北至热尔省，西接大西洋比利牛斯省，南与西班牙接壤，东临上加龙省。
与加代尔接壤的市镇（或旧市镇、城区）包括：索博勒、阿斯特、埃斯卢朗蒂斯达邦、热尔、卢朗蒂斯、吕凯。

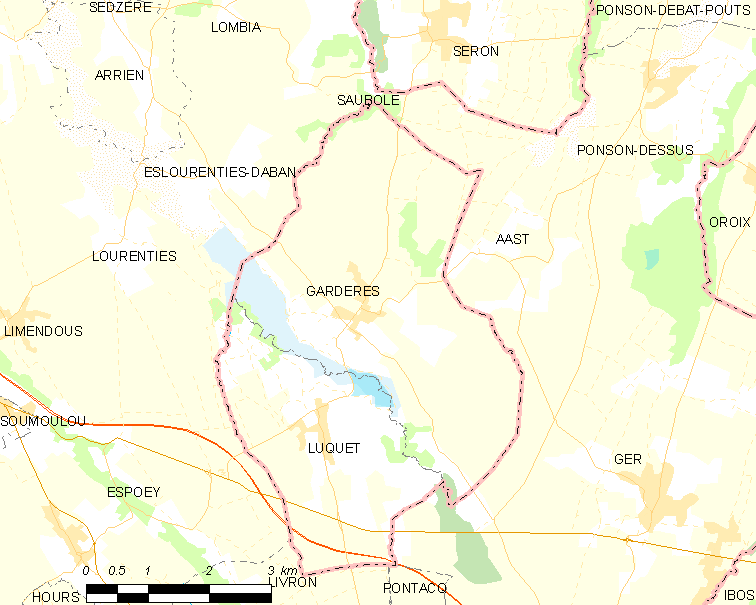
加代尔的OSM定位图

加代尔的时区为UTC+01:00、UTC+02:00（夏令时）。

## 行政
加代尔的邮政编码为65320，INSEE市镇编码为65185。

## 政治
加代尔所属的省级选区为奥桑县。

## 人口

1962-2008年间加代尔人口变化图示

加代尔于2022年1月1日时的人口数量为440人。